# Hydrellia tenebricosa
Hydrellia tenebricosa is een vliegensoort uit de familie van de oevervliegen (Ephydridae). De wetenschappelijke naam van de soort is voor het eerst geldig gepubliceerd in 1939 door Collin.